# الغيلمة (الزاهر)

تعديل مصدري - تعديل

الغيلمة هي إحدى قرى عزلة الناصفة بمديرية الزاهر التابعة لمحافظة البيضاء، بلغ تعداد سكانها 1170 نسمة حسب تعداد اليمن لعام 2004.